# Cosolapa Sarmiento
Cosolapa Sarmiento är en ort i Mexiko.   Den ligger i kommunen Acatlán de Pérez Figueroa och delstaten Oaxaca, i den sydöstra delen av landet, 290 km öster om huvudstaden Mexico City. Cosolapa Sarmiento ligger 84 meter över havet och antalet invånare är 479.
Terrängen runt Cosolapa Sarmiento är kuperad åt nordost, men åt sydväst är den platt. Runt Cosolapa Sarmiento är det ganska tätbefolkat, med 179 invånare per kvadratkilometer. Närmaste större samhälle är Acatlán de Pérez Figueroa, 18,8 km norr om Cosolapa Sarmiento. Trakten runt Cosolapa Sarmiento består huvudsakligen av våtmarker.